# Kreuzweg (Trittenheim)
Der Kreuzweg in Trittenheim ist ein dem Leidensweg Jesu Christi nachgebildeter Wallfahrtsweg durch die Weinberge. Der Kreuzweg besteht aus 14 Stationen (7 Paare), beginnt an der Moselweinstraße und endet an der Laurentiuskapelle.

## Geschichte
Mit Ende des Zweiten Weltkriegs gewann die Laurentiuskapelle wieder stärkere Einbindung in das religiöse Leben der Gemeinde. Dazu trug auch die Einweihung des Kreuzweges im Jahr 1947 vom Dorf zur Kapelle bei. Der in Trittenheim gebürtige Domkapitular Kaspar Kranz konsekrierte diesen im August 1947, womit die Tradition eines Kreuzweges vom Dorf hin zur Laurentiuskapelle (vormals durch die Straße „Kreuzweg“) wieder hergestellt wurde.